# 極東博物館

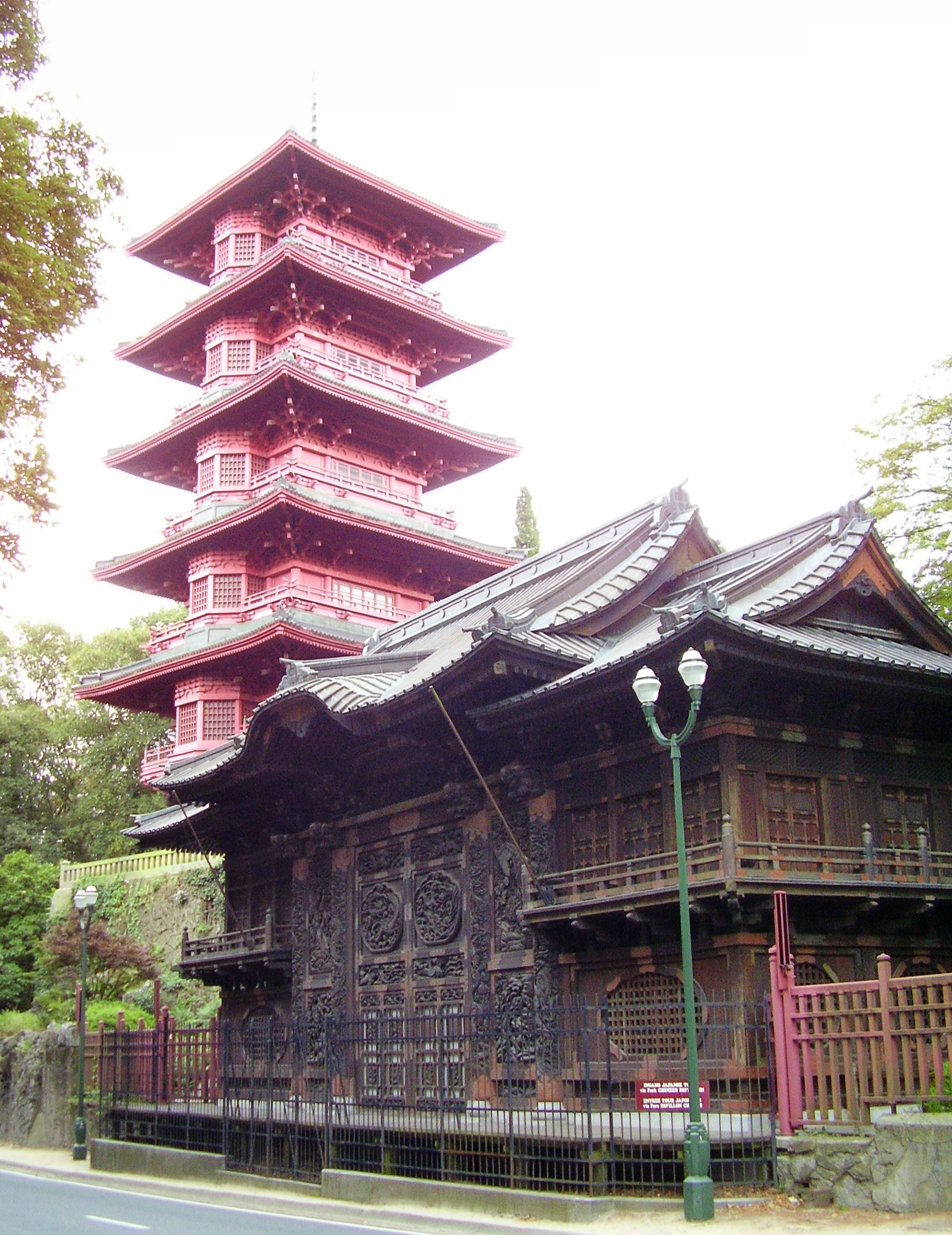
日本風の塔

極東博物館（きょくとうはくぶつかん、Brusselse Musea van het Verre Oosten, Musées d’Extrême-Orient de Bruxelles）は、ベルギーのブリュッセル市ラーケンにある、日本と中国の工芸品を展示している博物館。ベルギー王立美術歴史博物館に属する。フランスの建築家アレクサンドル・マルセルが20世紀初頭に設計した日本風の五重塔と中国風の建物が展示場として使われている。

## 歴史
植民地政策に熱心だったレオポルド2世は、植民地獲得の気運を高めるため、アジア・アフリカに関する屋外民俗博物館の建設を思いつき、パリ万博の「世界旅行パノラマ」（各地の建物に似せた疑似建築を寄せ集めた民俗村）で見た五重塔の移築を計画する。それらを手掛けたフランス人建築家、アレクサンドル・マルセルから五重塔の設計図を1901年に購入し、1904年に完成、翌年公開した。扉や外壁など一部の装飾を横浜の職人に造らせてはいるが、建物自体はマルセルの設計図に基づき、西洋人の手で建設されているため、独特な和洋折衷の建物になっている。

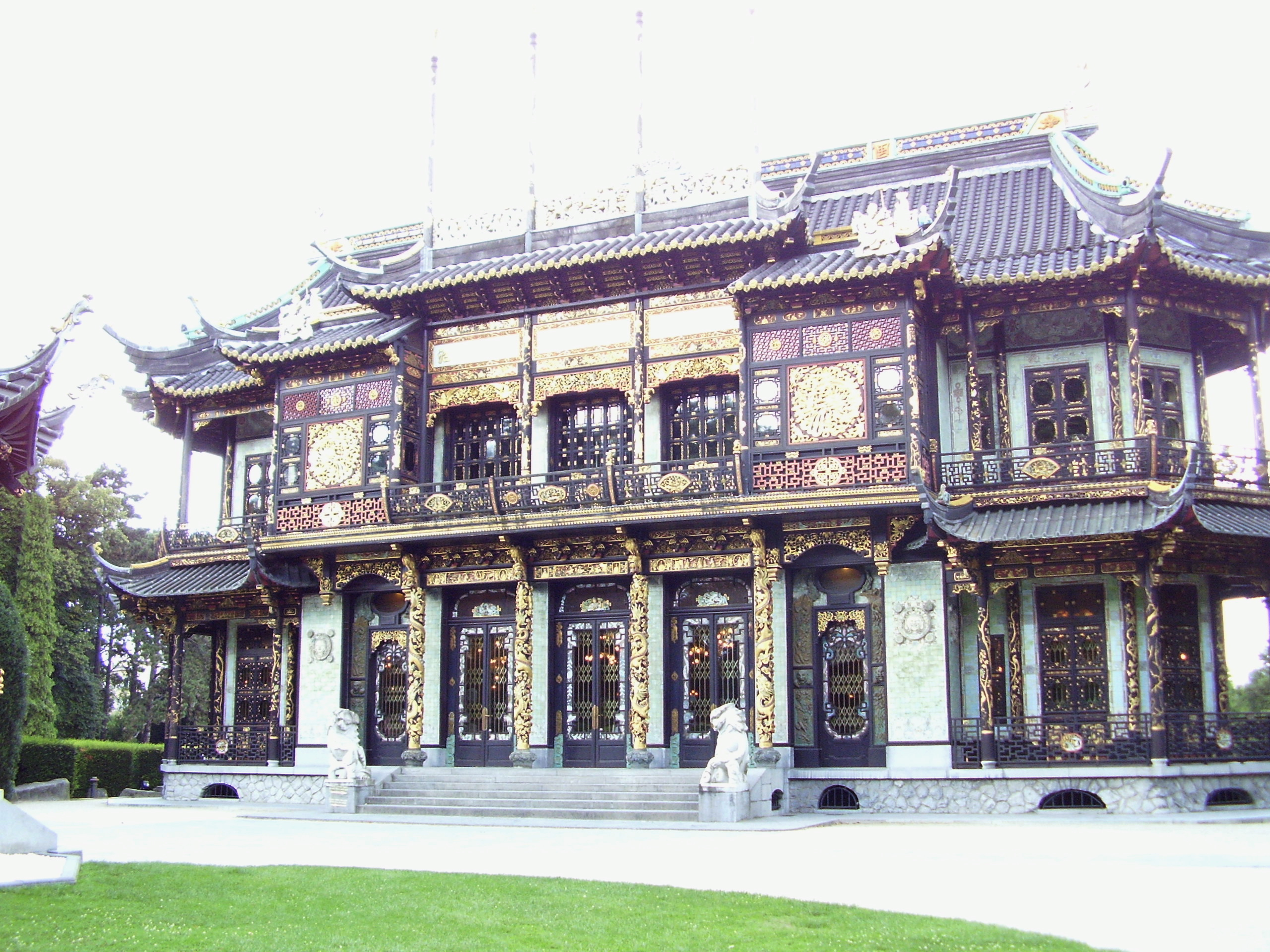
中国風の四阿

賓客を迎えるためのレストランとして1903年に中国館の建設が計画された。同じくマルセルの設計のもと、パリ万博のパビリオンの解体部材や、上海への発注品などを使って建築が始まったが、屋外博物館計画が頓挫したため、1905年に一旦中止された。内装は高級レストランにふさわしく、ベルエポック調の豪華なものにしつらえられたが、結局レストランとして使われることはなかった。
1909年に王が死去すると、2つとも国に寄付され、中国館の建設も再開、1913年に完成した。外務省が管轄する博物施設のひとつとして使われていたが、1947年以降閉館したまま放置されていた。1989年に改装工事がなされ、東洋美術の展示会場として使われた。
1903年にレストラン客の車庫として中国館の横に建てられていたマルセル設計の建物を2006年に改装し、鎧兜や浮世絵など日本美術を展示する日本館としてオープン。以降、これら3つの建物と、日本の植物を植えた日本風庭園を極東博物館として一般公開している。2017年6月現在，改修のため閉鎖されている。

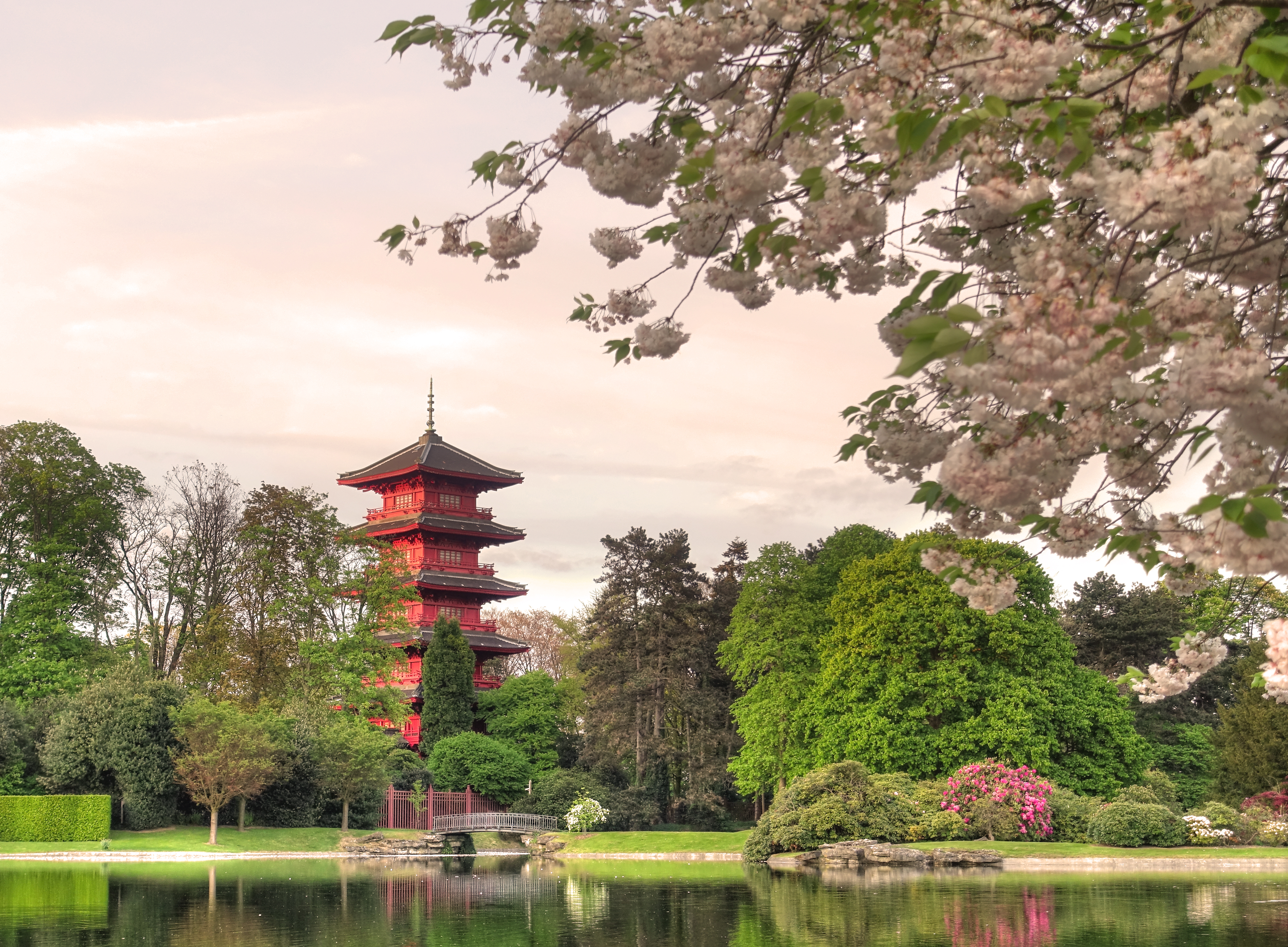
日本風の塔公園

## 注
1. 1 2  Musées d'Extrême-Orient
2. ↑  Japanese Pagoda & Chinese Pavilion